# Charles Manners, 4:e hertig av Rutland

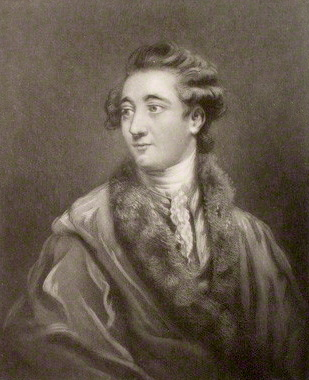
Charles Manners, 4:e hertig av Rutland.

Charles Manners, 4:e hertig av Rutland. född den 15 mars 1754, död den 24 oktober 1787 på Phoenix Park Lodge, Dublin, var en brittisk ädling, son till John Manners, markis av Granby och lady Frances Seymour.
Han utbildades vid Eton och Trinity College, Cambridge. År 1774 blev han vald till parlamentsledamot. Han blev snart känd för att försöka reglera sin fars många skulder, detta blev dock inte mycket av på grund av hans extravaganta levnadssätt och spelpassion.
År 1779 tillträdde han som hertig och samma år blev han också lordlöjtnant över Leicestershire. Några år senare blev han utnämnd till riddare av Strumpebandsorden och 1783 blev han invald som medlem av Privy Council. År 1784 blev han utsedd till lordlöjtnant över Irland av Georg III av Storbritannien. Han blev mycket populär som vicekung på grund av sitt generösa sätt och sina storartade banketter på Dublin Castle.
År 1775 gifte han sig med lady Mary Isabella Somerset (1756–1831), dotter till Charles Noel Somerset, 4:e hertig av Beaufort. De fick sex barn, däribland:
- John Henry Manners, 5:e hertig av Rutland (1778–1857)